# Wollongbar
Wollongbar – miasto w Australii, w stanie Nowa Południowa Walia.